# Maserati Módena

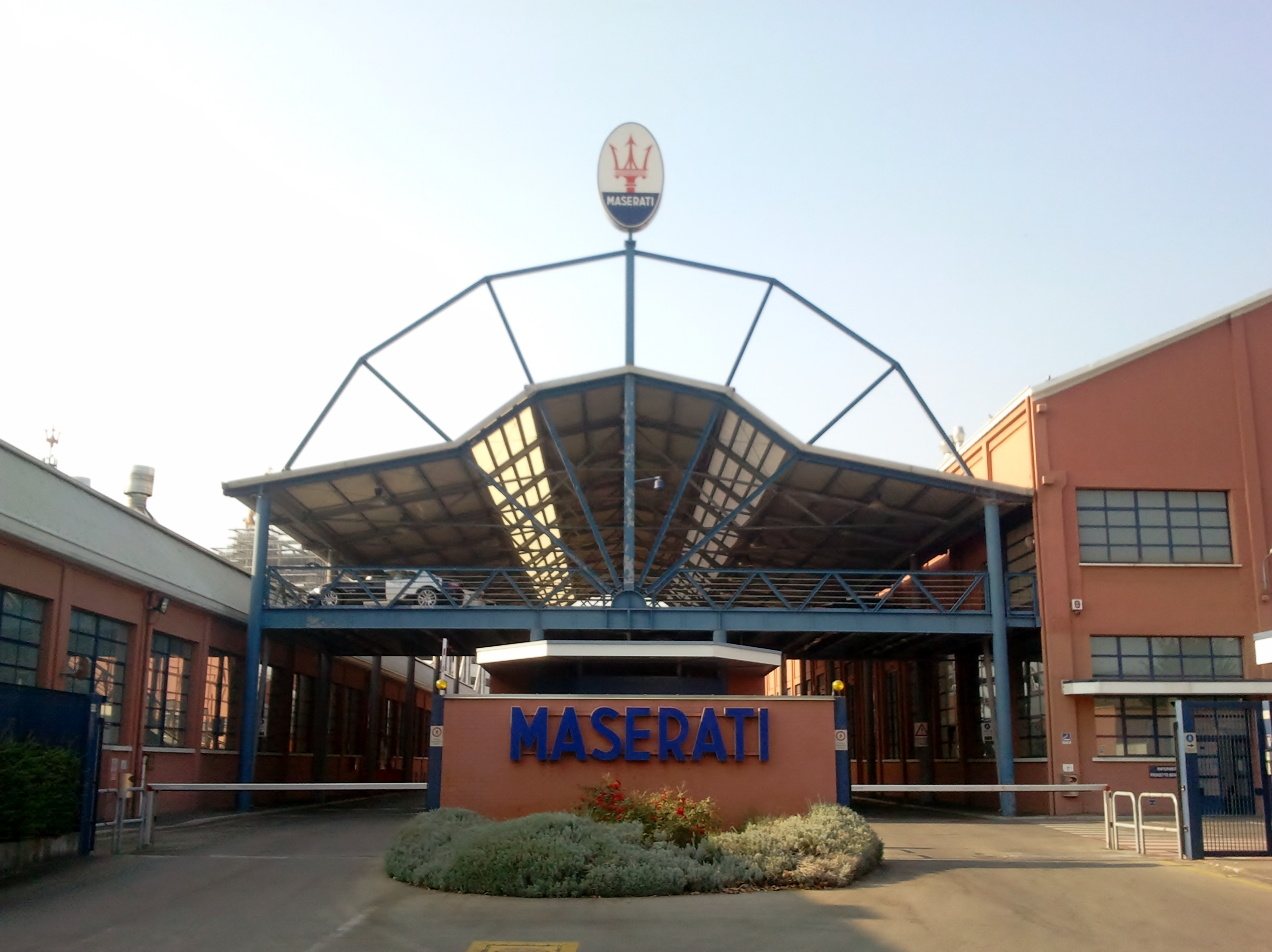
Entrada principal a la fábrica.

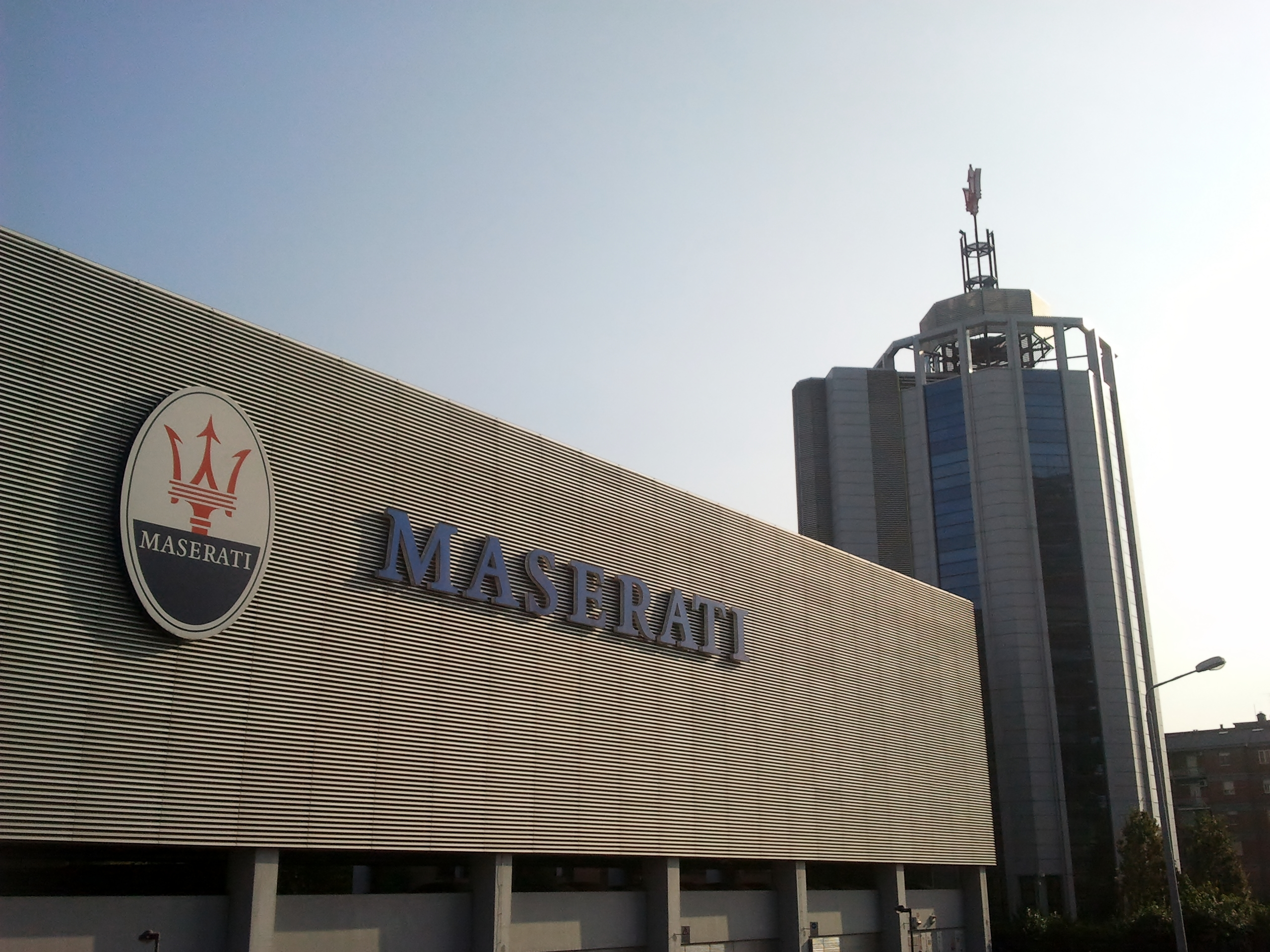
Edificio de la sede mundial de Maserati ubicado en la planta.

Maserati Módena es una fábrica de automóviles propiedad de Maserati. Está situada en Viale Ciro Menotti, en la ciudad de Módena, en la provincia italiana de Emilia-Romaña. Entró en producción en 1940.

## Descripción
Su área es de 43.349 metros cuadrados, de los cuales 32.000 están cubiertos. En la planta, en una moderna torre, se ubican las oficinas centrales de la empresa y un salón de exposiciones de 740 metros cuadrados diseñado por Ron Arad. Dispone de 26 estaciones de trabajo y su capacidad productiva es de 10.000 unidades al año.

## Historia
En 1937 los hermanos Maserati venden sus acciones en la empresa a la familia Orsi. La compañía se traslada de Bolonia a Módena. En Módena la planta de Maserati se establece en su ubicación actual en Viale Ciro Menotti. Inicia su producción en 1940. A principios de la década de los setenta, tras el periodo gestiónado por Citroën, la empresa está a punto ser liquidada y la planta cerrada. En 1997 la planta se cierra para instalar nuevas líneas de ensamblaje. En 2000 se amplía construyendo nuevas oficinas. En 2007 fue la encargada de fabricar los modelos Alfa Romeo 8C Competizione (2007 - 2010) y Alfa Romeo 8C Spider (2009 - 2010). En 2012 los planes de Maserati eran incrementar su producción de 6.000 a 50.000 unidades anuales. Al encontrarse la fábrica en el centro de la ciudad y no ser posible ampliar sus instalaciones para cumplir los nuevos objetivos de producción, la producción de la sexta generación del Maserati Quattroporte se trasladó a otra factoría. La seleccionada fue la Officine Automobilistiche Grugliasco de Turín, fábrica de Carrozeria Bertone adquirida por Fiat S.p.A. en 2009. Sin embargo se anunció que Módena mantendría la producción de los GranTurismo y GranCabrio y asumiría la producción del nuevo cupé 4C de Alfa Romeo.

## Producción
La planta de Módena ha fabricado los siguientes vehículos:
- Maserati Quattroporte (2004) (2004 - 2013)[8]
- Maserati GranTurismo (2007-presente)[9]
- Maserati GranCabrio (2009-presente)[9]
- Alfa Romeo 4C (Desde 2013)[10]

## Galería

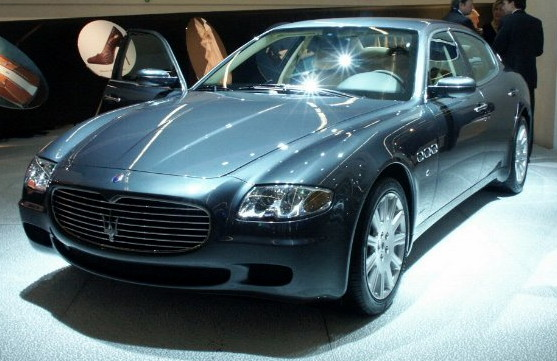
2004 Maserati Quattroporte
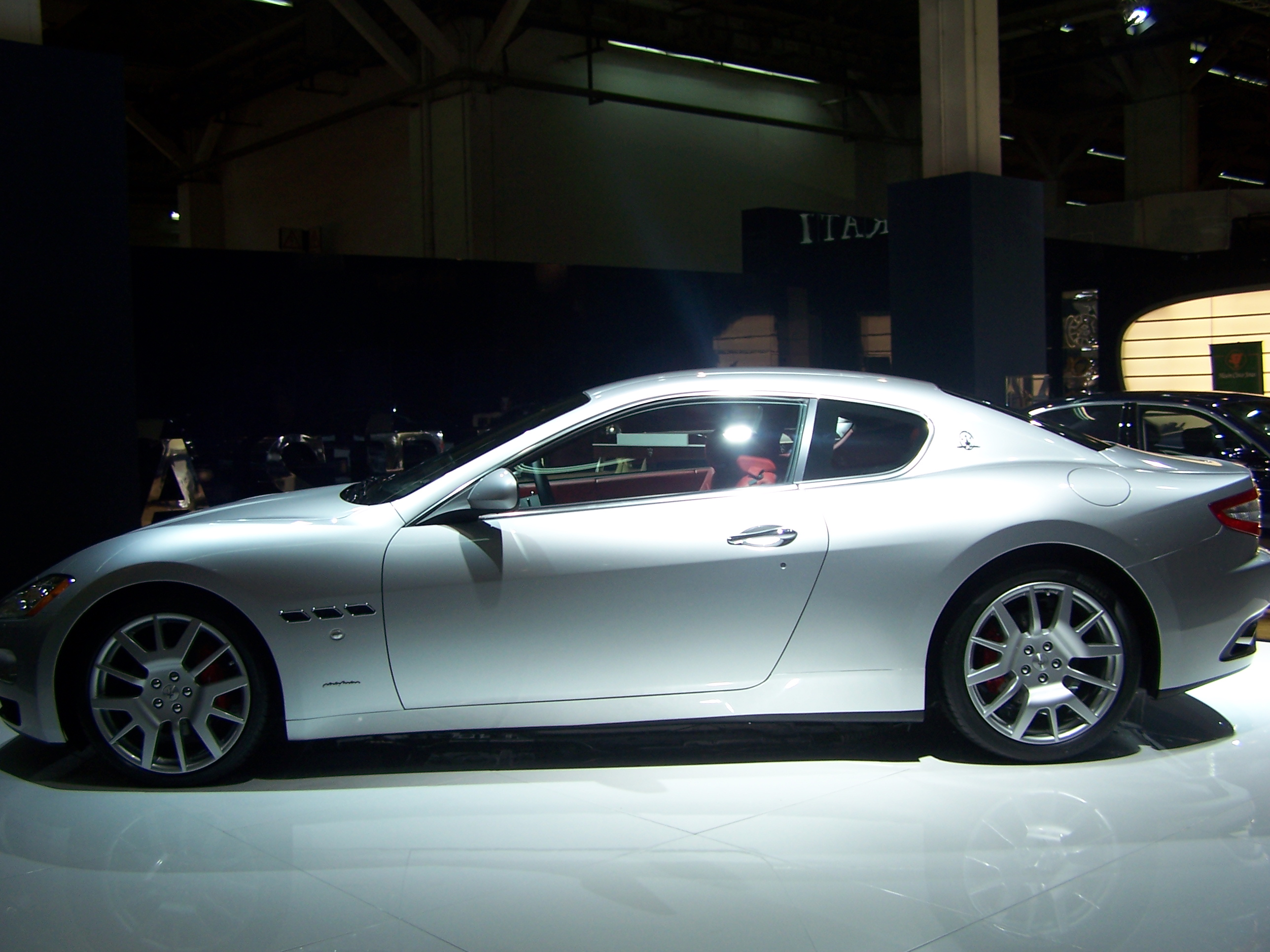
2007 Maserati GranTurismo
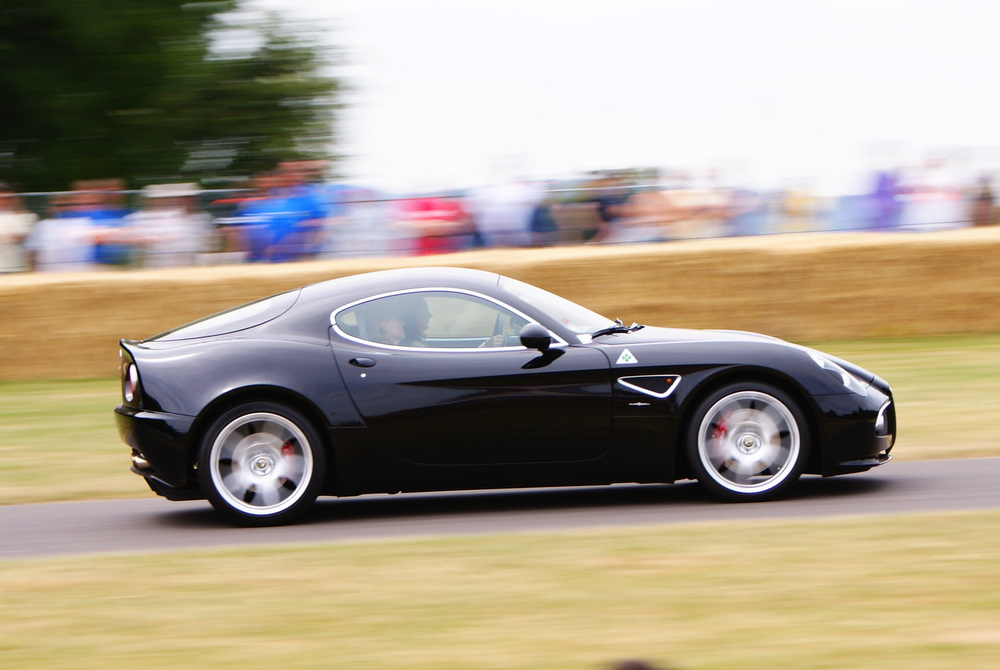
2007 Alfa Romeo 8C Competizione
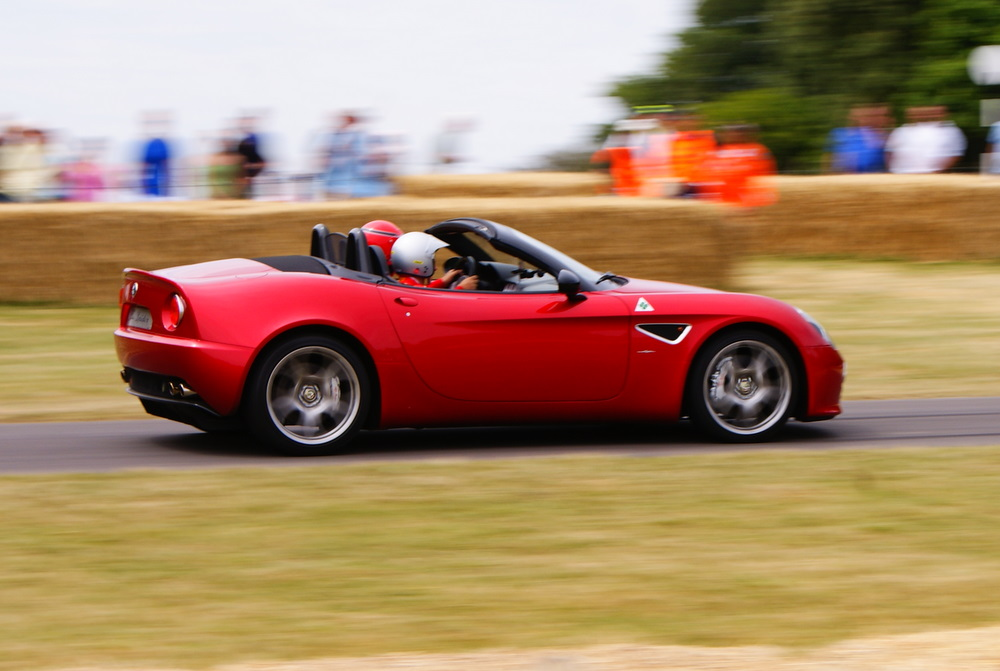
2009 Alfa Romeo 8C Spider
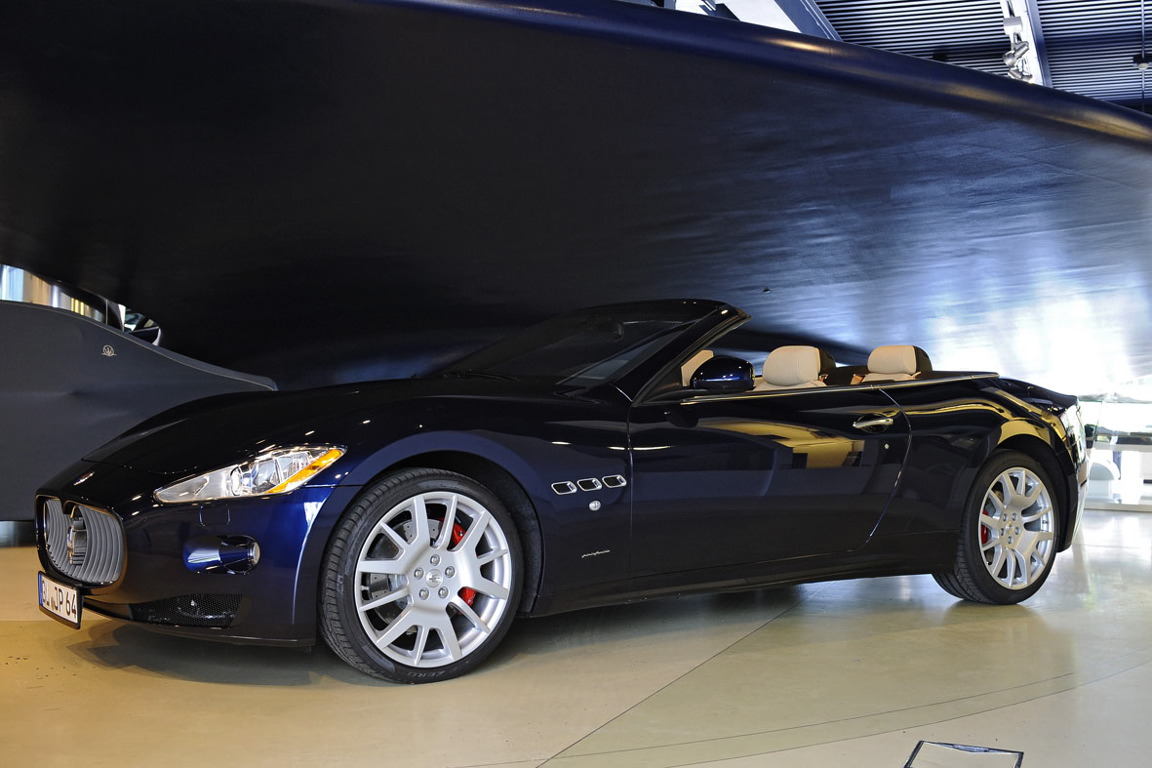
2009 Maserati GranCabrio
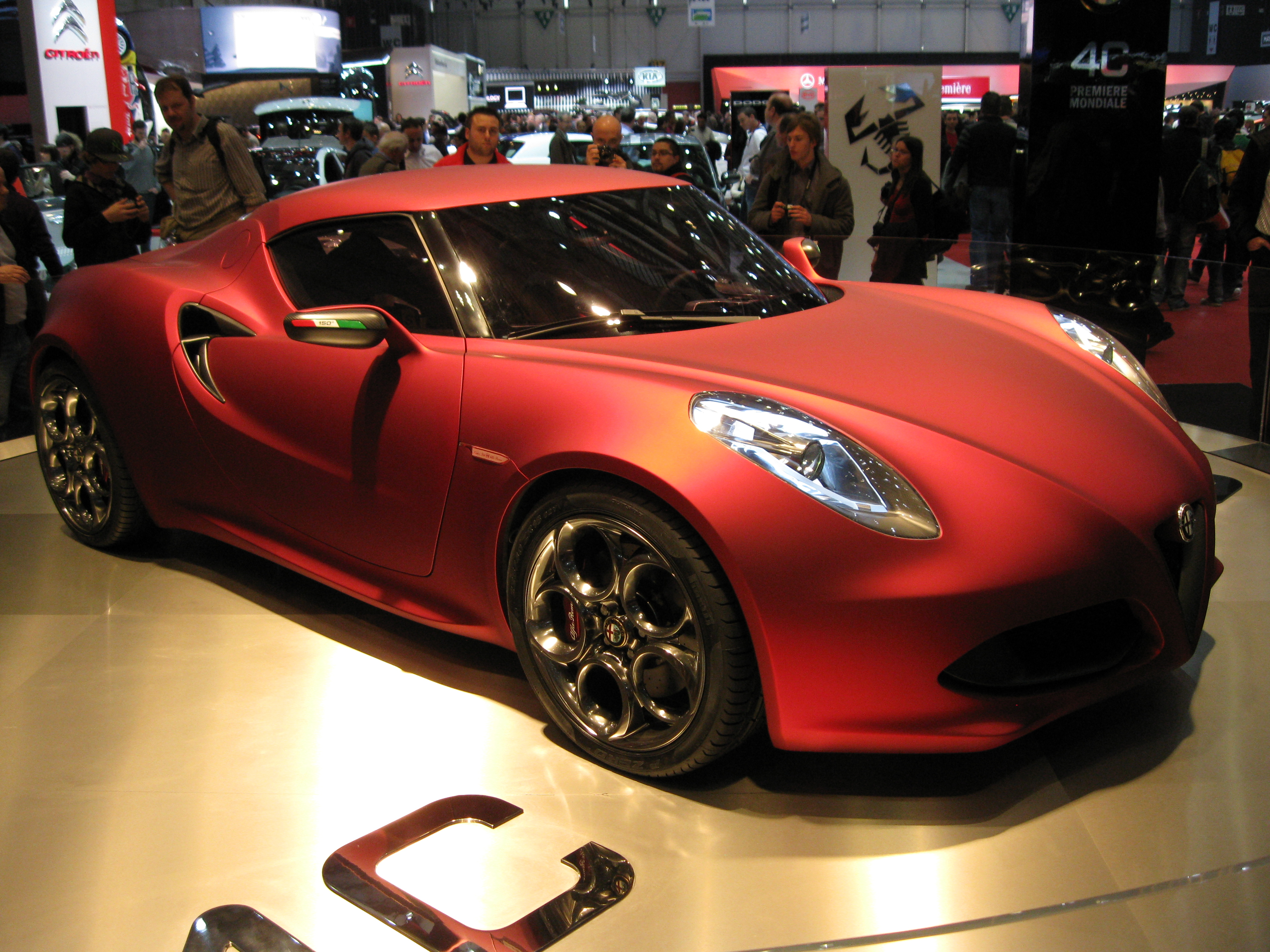
2013 Alfa Romeo 4C